# Wassilissa Andrejewna Dawydowa
Wassilissa Andrejewna Dawydowa (russisch Василиса Андреевна Давыдова; englische Schreibweise Vasilisa Davydova; * 6. Februar 1986) ist eine ehemalige russische Tennisspielerin.

## Karriere
Dawydowa spielte vor allem bei Turnieren der ITF Women’s World Tennis Tour, wo sie 16 Titel im Doppel gewinnen konnte.
2006 spielte sie im Mai beim İstanbul Cup ihr erstes Turnier auf der WTA Tour, als sie zusammen mit ihrer Partnerin Olga Panowa zwar in der Qualifikation scheiterten, dann aber als Lucky Loser in das Hauptfeld der Doppelkonkurrenz einrückten. Die beiden verloren aber ihr Auftaktmatch gegen Juliana Fedak und Eva Hrdinová mit 2:6 und 4:6. In der Einzelqualifikation konnte sie zwar gegen Biljana Pavlova mit 6:1 und 6:0 gewinnen, scheiterte dann aber in der zweiten Runde der Qualifikation mit 2:6 und 2:6 an Sara Errani. Im Oktober verlor sie in der Qualifikation zum Kremlin Cup in der ersten Runde mit 1:6 und 4:6 gegen Juliana Fedak.
2007 gewann sie im Mai in der Qualifikation zum Grand Prix SAR La Princesse Lalla Meryem ihr erstes Spiel gegen Inés Ferrer Suárez mit 6:3, 2:6 und 6:4, verlor aber in der zweiten Qualifikationsrunde mit 1:6 und 1:6 gegen Raluca Olaru. Eine Woche darauf unterlag sie in der Qualifikation zum Hauptfeld im Dameneinzel des İstanbul Cup in der ersten Runde Stella Menna mit 2:6 und 3:6.

## Turniersiege

### Doppel
| Nr. | Datum             | Turnier       | Kategorie   | Belag             | Partnerin                            | Finalgegnerinnen                            | Ergebnis         |
| --- | ----------------- | ------------- | ----------- | ----------------- | ------------------------------------ | ------------------------------------------- | ---------------- |
| 1.  | 30. August 2003   | Timișoara     | ITF $10.000 | Sand              | Julia Acs                            | Gabriela Niculescu Monica Niculescu         | 6:4, 6:3         |
| 2.  | 4. Juli 2004      | Krasnoarmeisk | ITF $10.000 | Hartplatz         | Jekaterina Bytschkowa                | Wassilissa Bardina Julia Efremowa           | 7:65, 6:0        |
| 3.  | 31. Juli 2004     | Istanbul      | ITF $10.000 | Hartplatz         | Swetlana Mossjakowa                  | Walerija Bondarenko Gabriela Velasco-Andreu | 6:3, 6:3         |
| 4.  | 29. Januar 2005   | Hull          | ITF $10.000 | Hartplatz (Halle) | Irina Bulykina                       | Katie O’Brien Melanie South                 | 4:6, 6:3, 7:5    |
| 5.  | 1. Juli 2006      | Charkiw       | ITF $10.000 | Sand              | Jekaterina Afinogenowa               | Galyna Kosyk Anna Lapuschtschenkowa         | 6:1, 7:5         |
| 6.  | 8. Juli 2006      | Schukowski    | ITF $10.000 | Sand              | Elina Gassanowa                      | Jewgenija Paschkowa Elizaveta Titova        | 6:3, 6:4         |
| 7.  | 23. Juni 2007     | Sarajevo      | ITF $10.000 | Sand              | Karolina Jovanovic                   | Witalija Djatschenko Tamara Stojkovic       | 1:6, 6:0, 6:0    |
| 8.  | 8. September 2007 | Baku          | ITF $10.000 | Sand              | Awgusta Zybyschewa                   | Lessja Zurenko Kateryna Yergina             | 7:5, 4:6, [10:7] |
| 9.  | 28. Oktober 2007  | Podolsk       | ITF $25.000 | Hartplatz (Halle) | Arina Rodionova                      | Nina Brattschikowa Anastassija Poltorazkaja | 6:3, 6:0         |
| 10. | 19. Januar 2008   | Stuttgart     | ITF $10.000 | Hartplatz (Halle) | Jelisaweta Totschilowskaja           | Katerina Herth Nina Brattschikowa           | 6:2, 7:5         |
| 11. | 26. Januar 2008   | Grenoble      | ITF $10.000 | Hartplatz (Halle) | Irina Kuzmina-Rimša                  | Barbora Krtickova Lucie Sipkova             | 6:0, 7:5         |
| 12. | 26. April 2008    | Namangan      | ITF $25.000 | Hartplatz         | Marija Scharkowa                     | Chayenne Ewijk Marina Melnikowa             | 3:6, 7:5, [10:6] |
| 13. | 1. Juni 2008      | Togliatti     | ITF $25.000 | Hartplatz         | Nina Brattschikowa                   | Nikola Fraňková Patricia Mayr               | 6:3, 5:7, [10:3] |
| 14. | 2. August 2008    | Dnipro        | ITF $50.000 | Sand              | Marija Kondratjewa                   | Ljudmyla Kitschenok Nadija Kitschenok       | 6:3, 6:1         |
| 15. | 22. August 2009   | Middelkerke   | ITF $25.000 | Hartplatz         | Margalita Tschachnaschwili-Ranzinger | Emilie Bacquet Jasmin Wöhr                  | 6:2, 7:5         |
| 16. | 10. Juli 2010     | Brüssel       | ITF $10.000 | Sand              | Elina Gassanowa                      | Marcella Koek JosanneVan Bennekom           | 7:5, 6:2         |